# دهستان آلمالو
دهستان آلمالو؛ آتش بیگ؛ یکی از دهستان‌های استان آذربایجان شرقی است که در بخش نظرکهریزی شهرستان هشترود واقع شده‌است. دهستان آلمالو (سهندآباد) به مرکزیت آتش بیگ 
۹۴۵۰ نفر جمعیت دارد و حدود ۲۷۸۰ خانوار است.